# Le Marquis d'Anaon
 (septembre 2019).
Si vous disposez d'ouvrages ou d'articles de référence ou si vous connaissez des sites web de qualité traitant du thème abordé ici, merci de compléter l'article en donnant les références utiles à sa vérifiabilité et en les liant à la section « Notes et références ».
Le Marquis d'Anaon est une série de bande dessinée française historique. Elle est basée sur la légende du marquis d'Anaon, conte populaire du XVIIIe siècle.
- Scénario : Fabien Vehlmann
- Dessins : Matthieu Bonhomme
- Couleurs : Delf

## Synopsis
Dans les années 1720, Jean-Baptiste Poulain, fils de marchand et ancien étudiant en médecine, se rend dans les contrées où des phénomènes mystérieux ont été observés ou dans lesquelles des crimes inexplicables ont été commis, tant pour enrichir ses connaissances scientifiques que pour venir en aide aux victimes d’évènements qui semblent surnaturels. Esprit cartésien et rationnel, il doit faire face aux habitants de régions reculées dans lesquelles règne l'obscurantisme et où les situations de crise se traduisent souvent par la persécution des groupes vivant en marge de la collectivité. Les relations avec les aristocrates ne sont pas plus simples qu'avec les gens du peuple, chacune des parties du corps social obéissant à ses propres préjugés.

## Analyse
À l'instar des Passagers du vent, la série du Marquis d'Anaon recrée le passé sans en trahir la complexité, en présentant au lecteur les aventures d'un personnage légèrement en avance sur les mentalités de son époque. À l'issue de sa première aventure, les paysans de l'île de Brac donnèrent à Jean-Baptiste Poulain le surnom de « marquis d'Anaon », autrement dit le seigneur des âmes en peine.

## Anachronisme
Les dialogues sont émaillés de quelques anachronismes.

## Albums
- Le Marquis d'Anaon, Dargaud :

1. L'Ile de Brac, 2002[1].
2. La Vierge noire, 2003.
3. La Providence, 2004[2].
  - Intégrale : Contes et Légendes (tome 1 à 3 n&b), 2005.
4. La Bête, 2006[3].
5. La Chambre de Kheops, 2008[4],[5]. Sélection officielle du Festival d'Angoulême 2009.